# Houston Dash
Houston Dash er en professionel fodboldklub for kvinder, hjemmehørende i Houston, Texas. Holdet blev en del af National Women's Soccer League (NWSL) i 2014.

## Stadion
Dash spiller deres hjemmekampe på PNC Stadion, som åbnede i maj 2012 og har 22.000 siddepladser. Under holdets første sæson var de 7.000 nederste siddepladser til rådighed for kvindeholdets hjemmekampe. Da stadion åbnede i 2012 blev det det første stadion der var bygget specifikt til fodbold i Major League Soccer beliggende i Downtown Houston.

## Aktuel trup
| No. | Position        | Player          | Nation  |
| --- | --------------- | --------------- | ------- |
| 1   | Målmand         | Jane Campbell   | USA     |
| 3   | Angriber        | Rachel Daly     | England |
| 2   | Forsvarsspiller | Arianna Romero  | Mexico  |
| 4   | Forsvarsspiller | Allysha Chapman | Canada  |
| 5   | Angriber        | CeCe Kizer      | USA     |
| 6   | Midtbanespiller | Shea Groom      | USA     |
| 7   | Angriber        | Katie Stengel   | USA     |
| 8   | Angriber        | Nichelle Prince | Canada  |
| 9   | Midtbanespiller | Haley Hanson    | USA     |
| 10  | Midtbanespiller | Christine Nairn | USA     |
| 11  | Forsvarsspiller | Megan Oyster    | USA     |
| 12  | Angriber        | Veronica Latsko | USA     |
| 13  | Midtbanespiller | Sophie Schmidt  | Canada  |
| 16  | Angriber        | Kayla McCoy     | Jamaica |
| 15  | Midtbanespiller | Megan Crosson   | USA     |
| 17  | Forsvarsspiller | Erin Simon      | USA     |
| 19  | Midtbanespiller | Kristie Mewis   | USA     |
| 20  | Målmand         | Lindsey Harris  | USA     |
| 21  | Forsvarsspiller | Ally Haran      | USA     |
| 22  | Midtbanespiller | Betsy Brandon   | USA     |
| 23  | Forsvarsspiller | Ally Prisock    | USA     |
| 24  | Angriber        | Jamia Fields    | USA     |
| 25  | Forsvarsspiller | Katie Naughton  | USA     |
| 28  | Midtbanespiller | Cami Privett    | USA     |
| 44  | Forsvarsspiller | Satara Murray   | USA     |
| 46  | Midtbanespiller | Maegan Kelly    | Canada  |